# Bach aus der Rothwies
Der Bach aus der Rothwies ist ein annähernd 1¼ km langer Waldbach im Östlichen Hintertaunus, der im Stadtteil Kransberg der Gemeinde Usingen im hessischen Hochtaunuskreis von links und Südwesten in den Wiesbach mündet.

## Geographie

### Verlauf
Der Bach aus der Rothwies entspringt auf einer Höhe von etwa 340 m ü. NHN in einem Nadelwald in einem Tal im Gewann Die Rothwies, etwa ¼ km südlich der Kreuzkapelle am Fuß des Berges Kuhardt, zu dessen Füßen auch der Ort Kransberg liegt. 

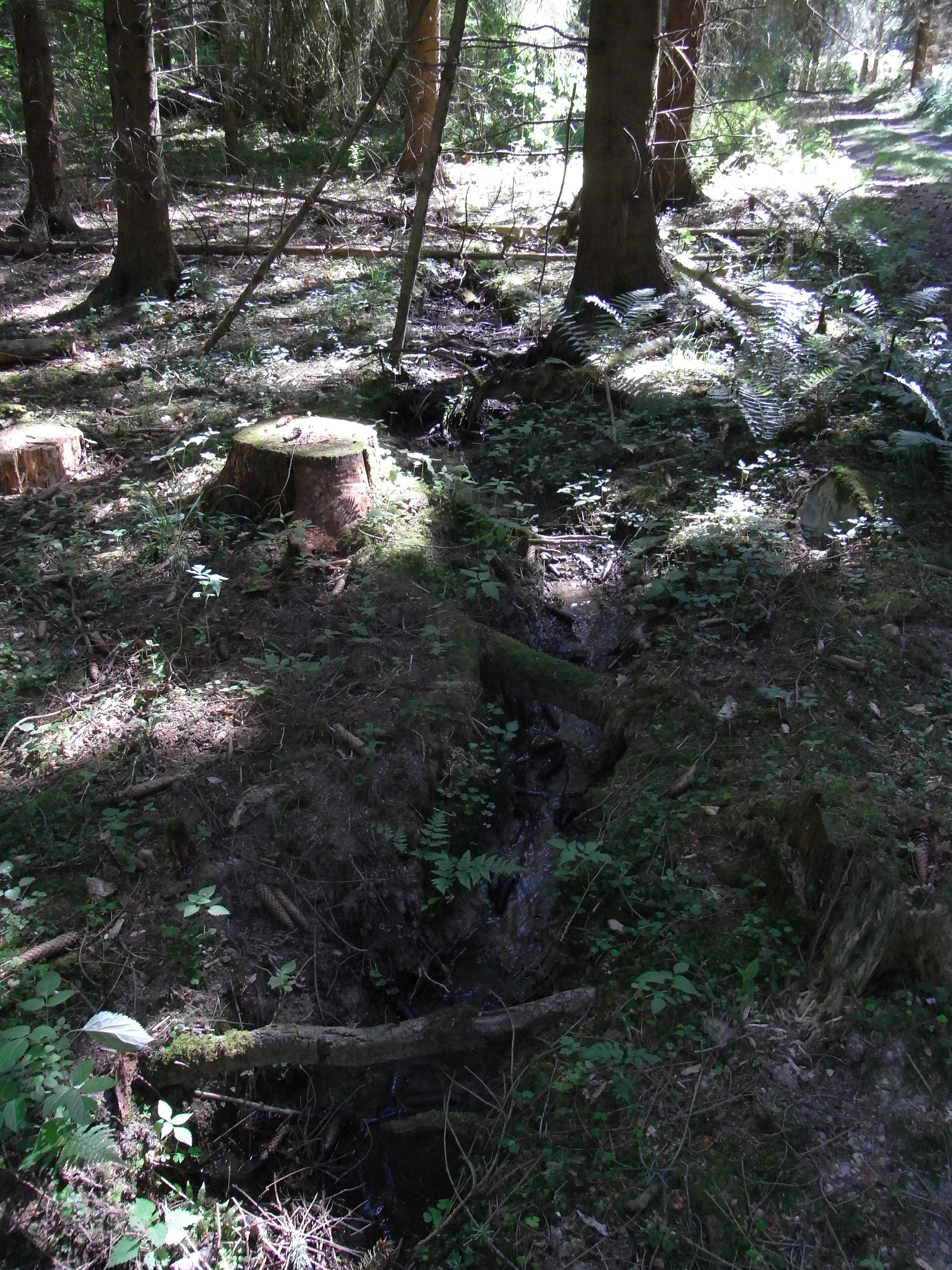
Bach von der Suhle kommend (Weg)

Der Bach fließt zunächst entlang eines Weges an seinem linken Ufer und bildet nach wenigen Metern an einer Brunnenstelle ⊙ eine ausgedehnte Suhle. Wenige dam darunter überquert der Bach den Weg westwärts und durchströmt, in nördlicher Richtung, einen Übergangsbereich in den von Buchen geprägten Mischwald bis Kransberg, der wenige Einsprengsel von Fichten enthält. Das vorher flache Tal entwickelt sich zu einem licht mit alten hohen Bäumen bestandenen Kerbtal. Bei Fluss-km 0,7 wird das Tal über einen Durchlass von dem Naturdenkmal Hainbuchenallee schräg durchkreuzt, der schnurgeraden aus Hainbuchen aufgebauten Allee vom Friedhof am Schloss Kransberg zur Kreuzkapelle. Hier beginnt ein einstmals etwa 250 m² großer Teich, dessen Erddamm 50 m unterhalb der Allee noch steht. An seinem östlichen Ende hat er eine Bresche, durch die der Bach einfach abfließen kann, ohne aufgestaut zu werden.
Die Hainbuchenallee führt am rechten Ufer den Hang hinauf zum Friedhof, am linken Ufer verlässt sie das Tal rasch auf steilem Weg. Der Wanderweg vom rechten Ufer wechselt auf das linke und nimmt den Namen Seufzerallee an. Seine Benutzung ist außer durch umgestürzte Bäume auch durch die Abflüsse von Quellen im rechten Hang behindert, etwa gleich unterhalb des durchbrochenen Damms. Der Bach beginnt eine sanfte Rechtskurve und fließt in nordöstliche Richtung. 

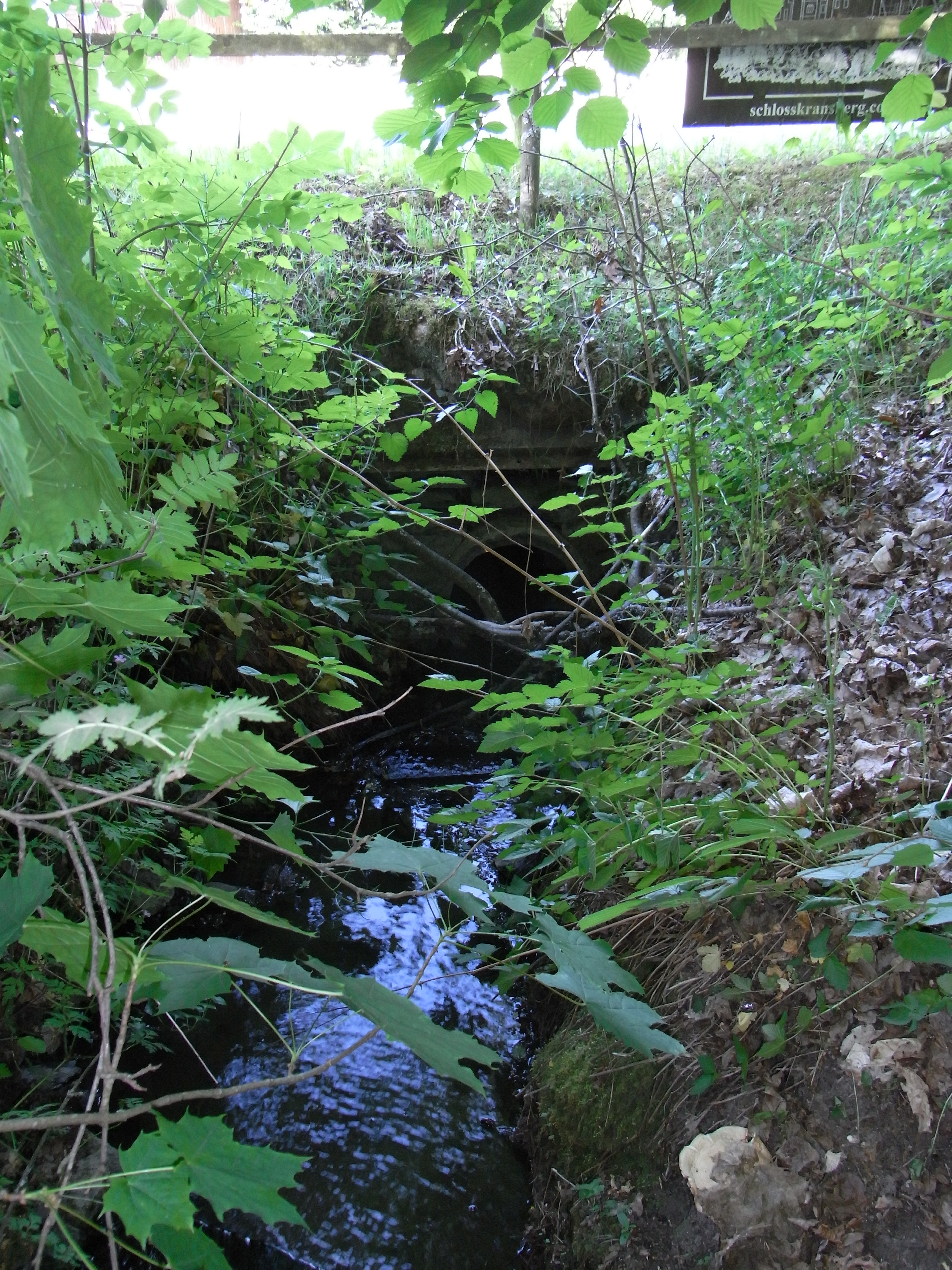
Abtauchen unter Hauptstraße, K 728

Bei km 0,26 mündet unterhalb von einem Durchlass unter der Seufzerallee der auf einer Höhe von 278 m ü. NHN von links und aus einem eigenen Tal kommend ein etwa ½ km langer Zufluss, der im Hang der Kuhardt unter der Biegung eines Waldweges auf 315 m ü. NHN Höhe entspringt ⊙. Keine 100 m unter der Mündung beginnt eine Aufschüttung im Talgrund mit Freizeit-Sporteinrichtungen (Tischtennis, Basketball). Der Bach aus der Rothwies wird daher auf einer Strecke von 60 m verrohrt. Am Auslass endet eine andere und ältere Verrohrung. Bis zur letzten etwa 150 m langen Verrohrung zum Unterqueren der örtlichen Hauptstraße oder Kreisstraße K 728 und eines Eckgrundstücks verbringt der befestigte Bach 40 m im Freien.
Unterhalb der Hauptstraße mündet der Bach aus der Rothwies nach etwa 15 m an der Straße Mühlweg im Norden von Kransberg auf einer Höhe von etwa 240 m ü. NHN von links und Südwesten in den hier gen Nordwesten fließenden Wiesbach.
Der etwa 1,2 km langer Lauf endet etwa 102 Höhenmeter unterhalb der Quelle, er hat somit ein mittleres Sohlgefälle von etwa 85 ‰.

Weitere Ansichten aus dem Tal des Bachs aus der Rothwies
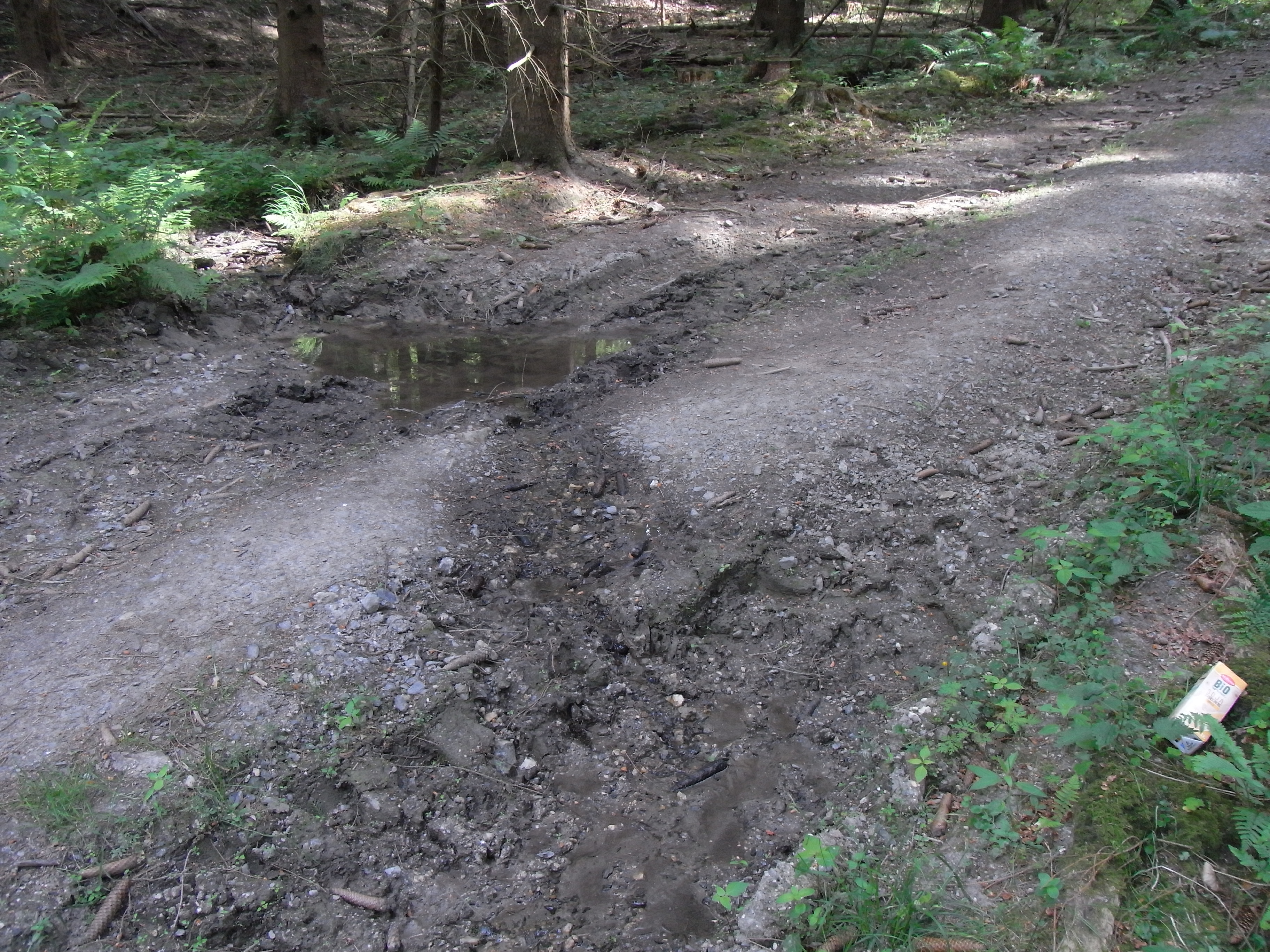
Quert zur alten Quelle
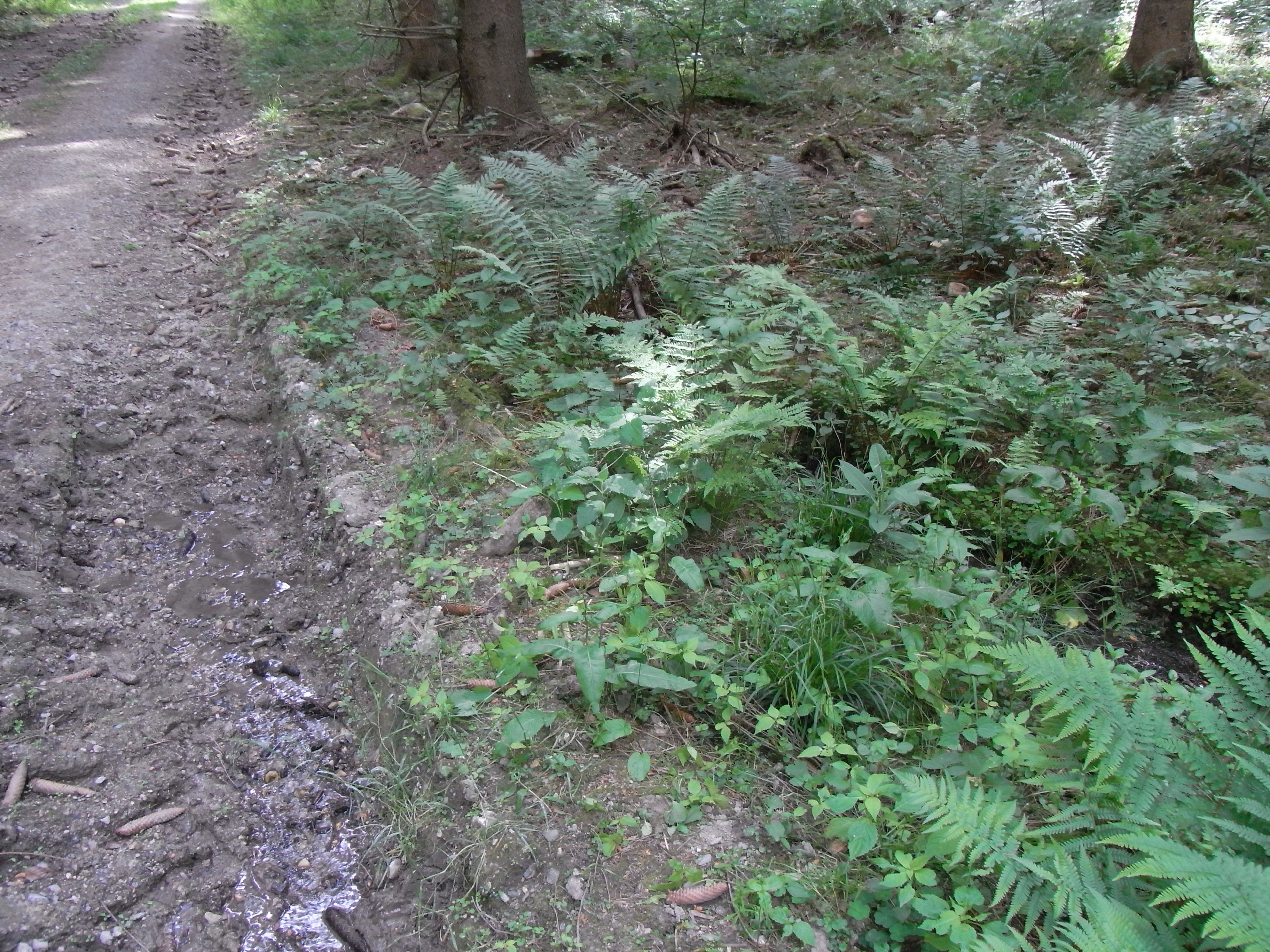
Bach & alte Quelle (re)
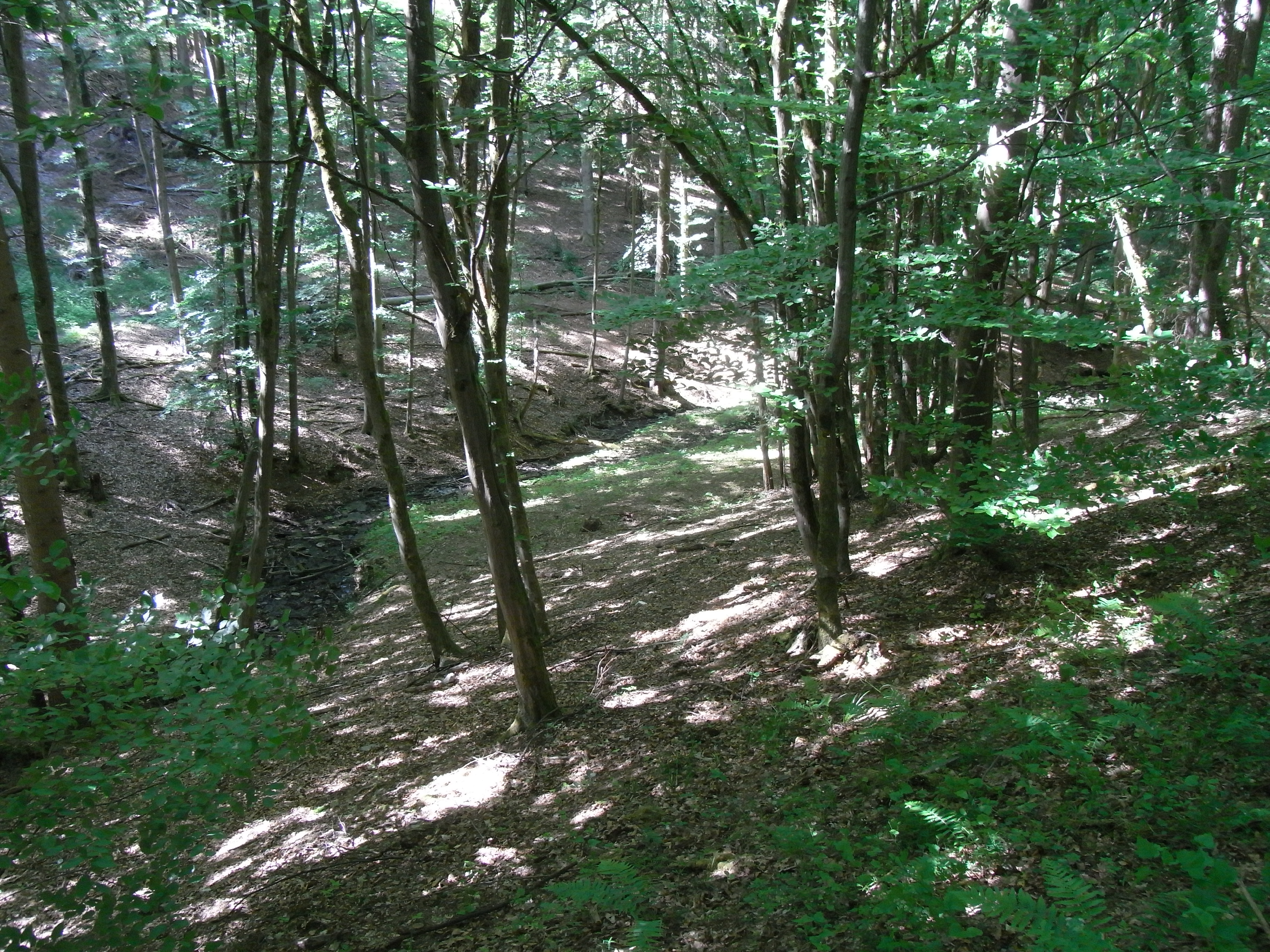
Über Hainbuchenallee
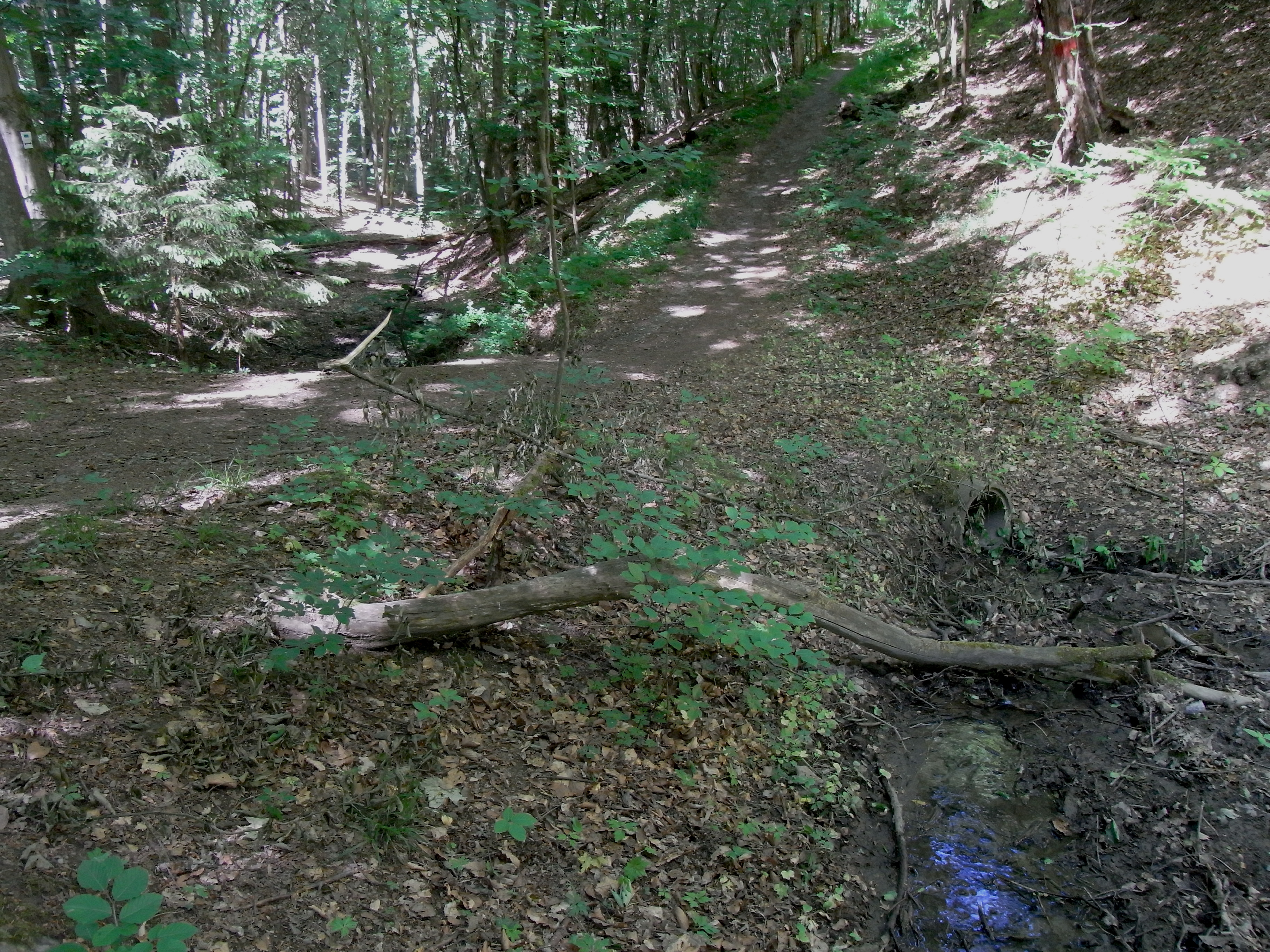
Kreuz. Hainbuchenallee
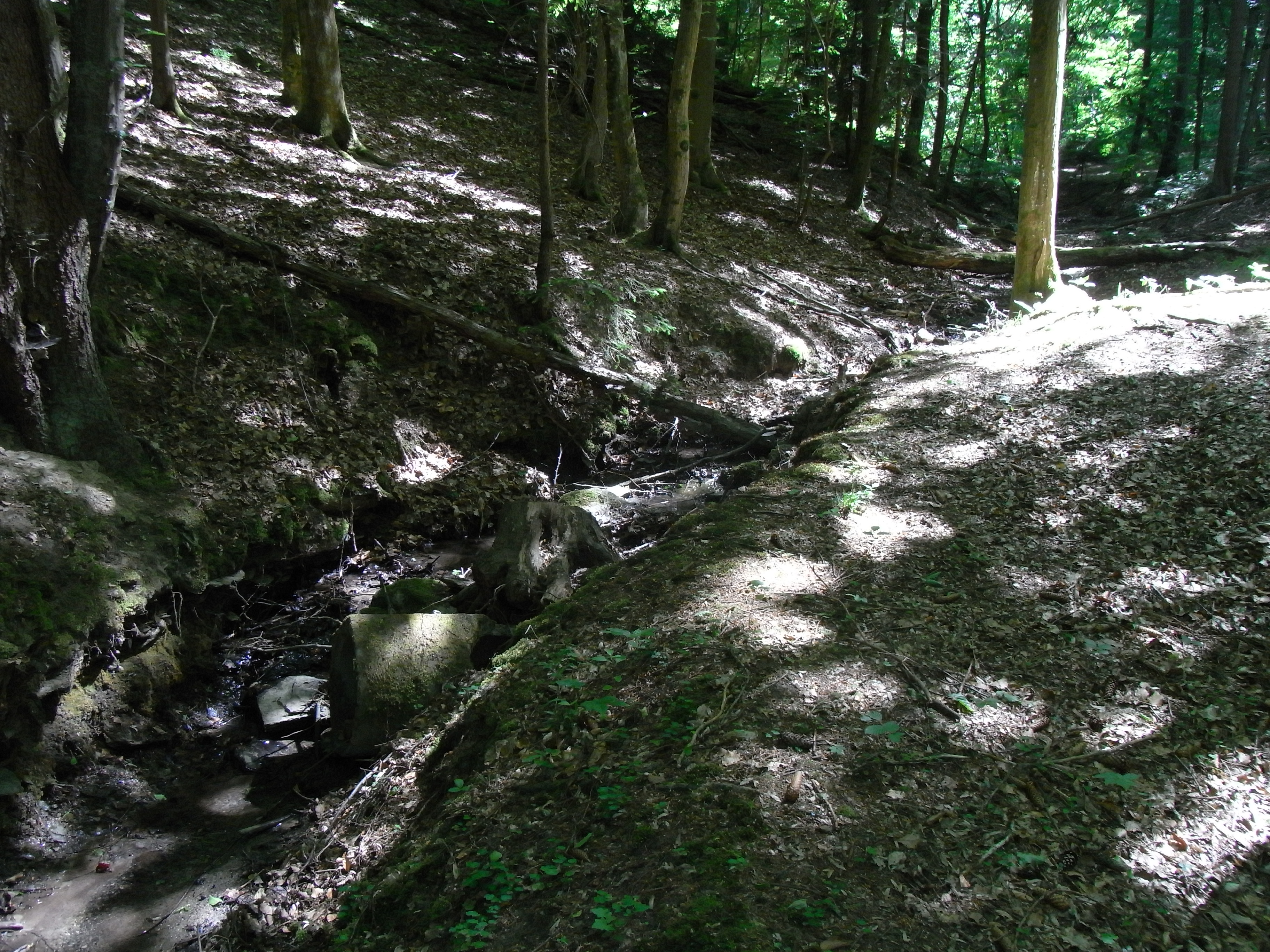
Unter Hainbuchenallee
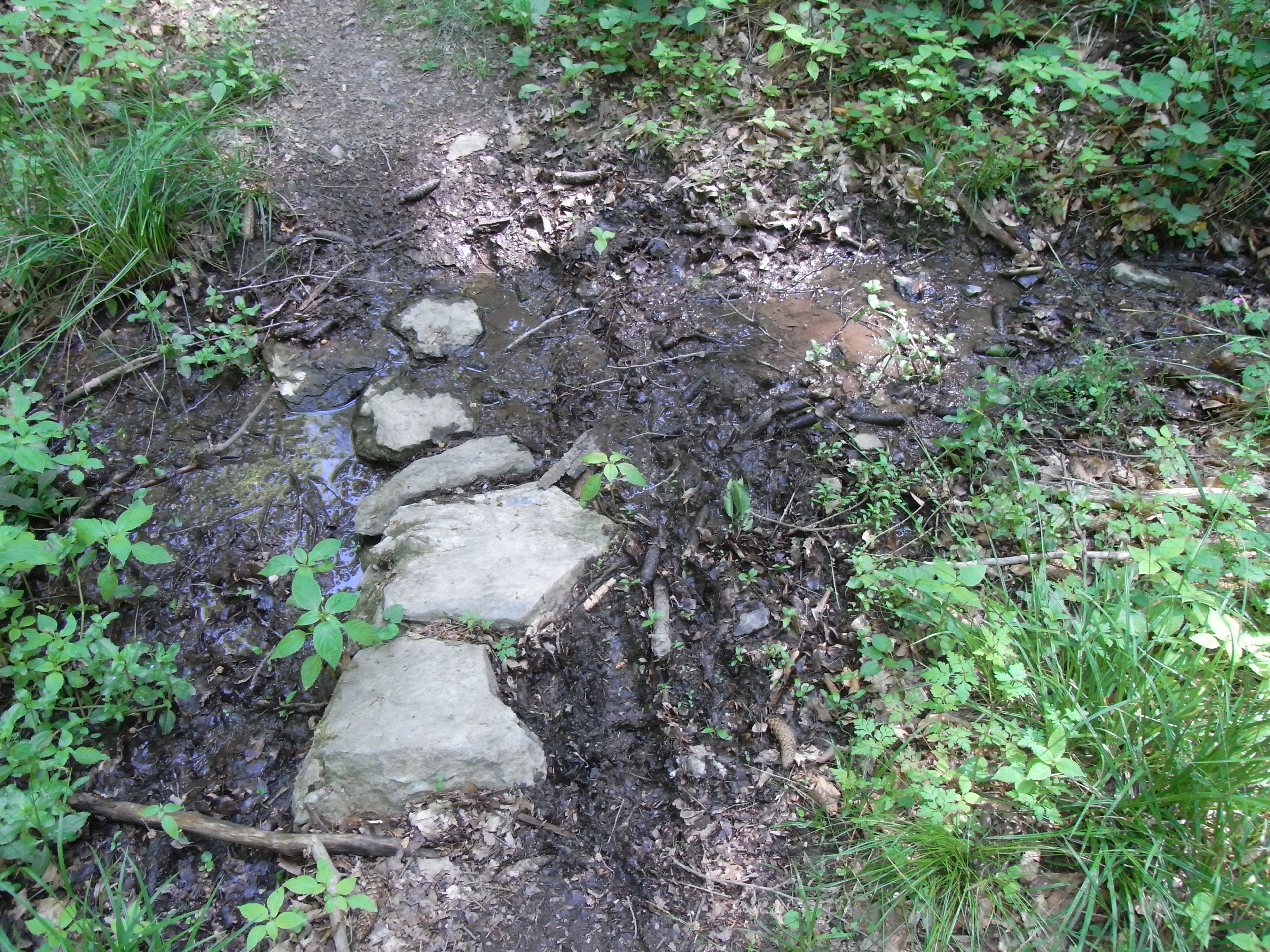
Furt Zufl. Seufzerallee
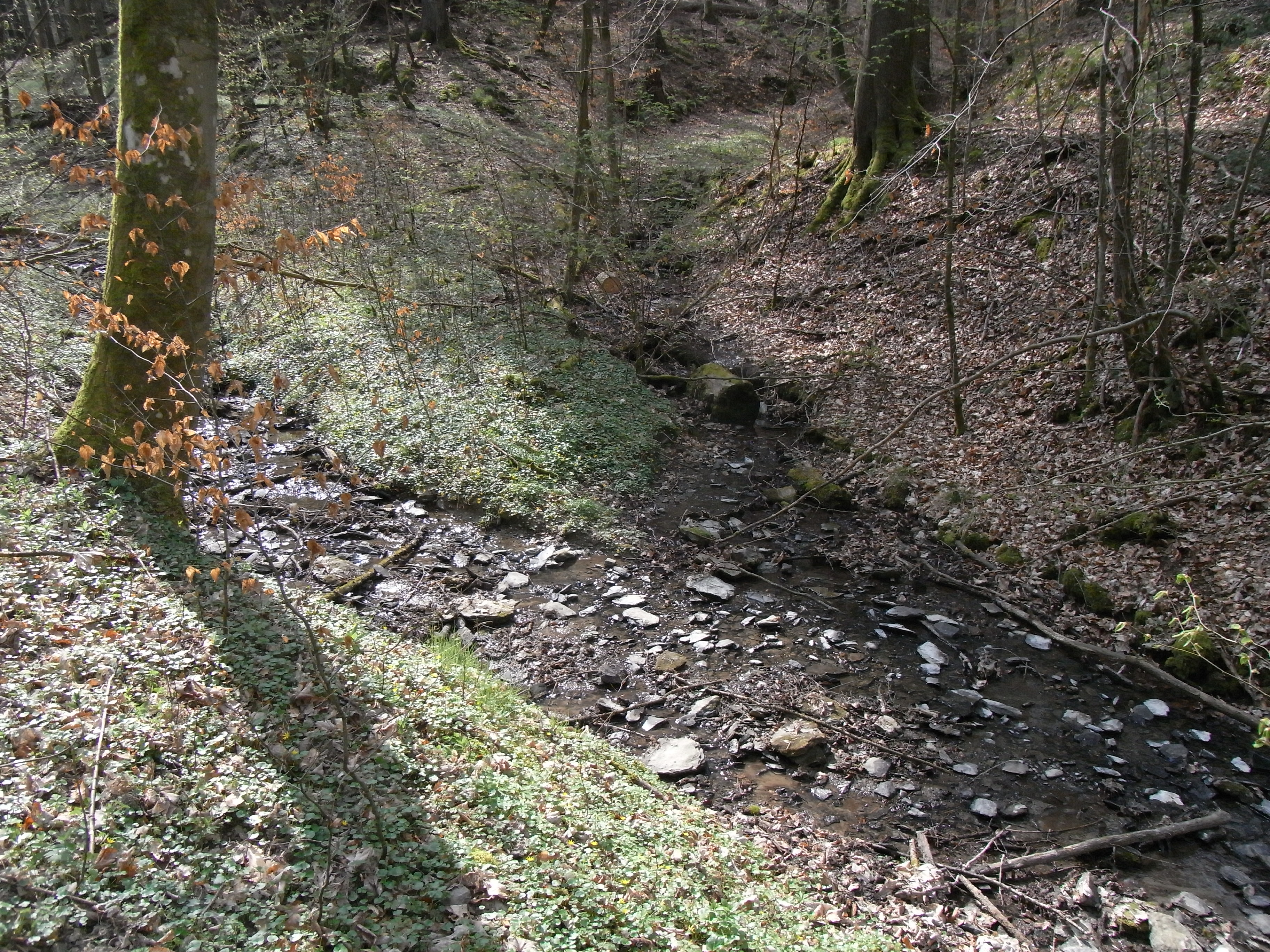
Unterer Zufluss mündet
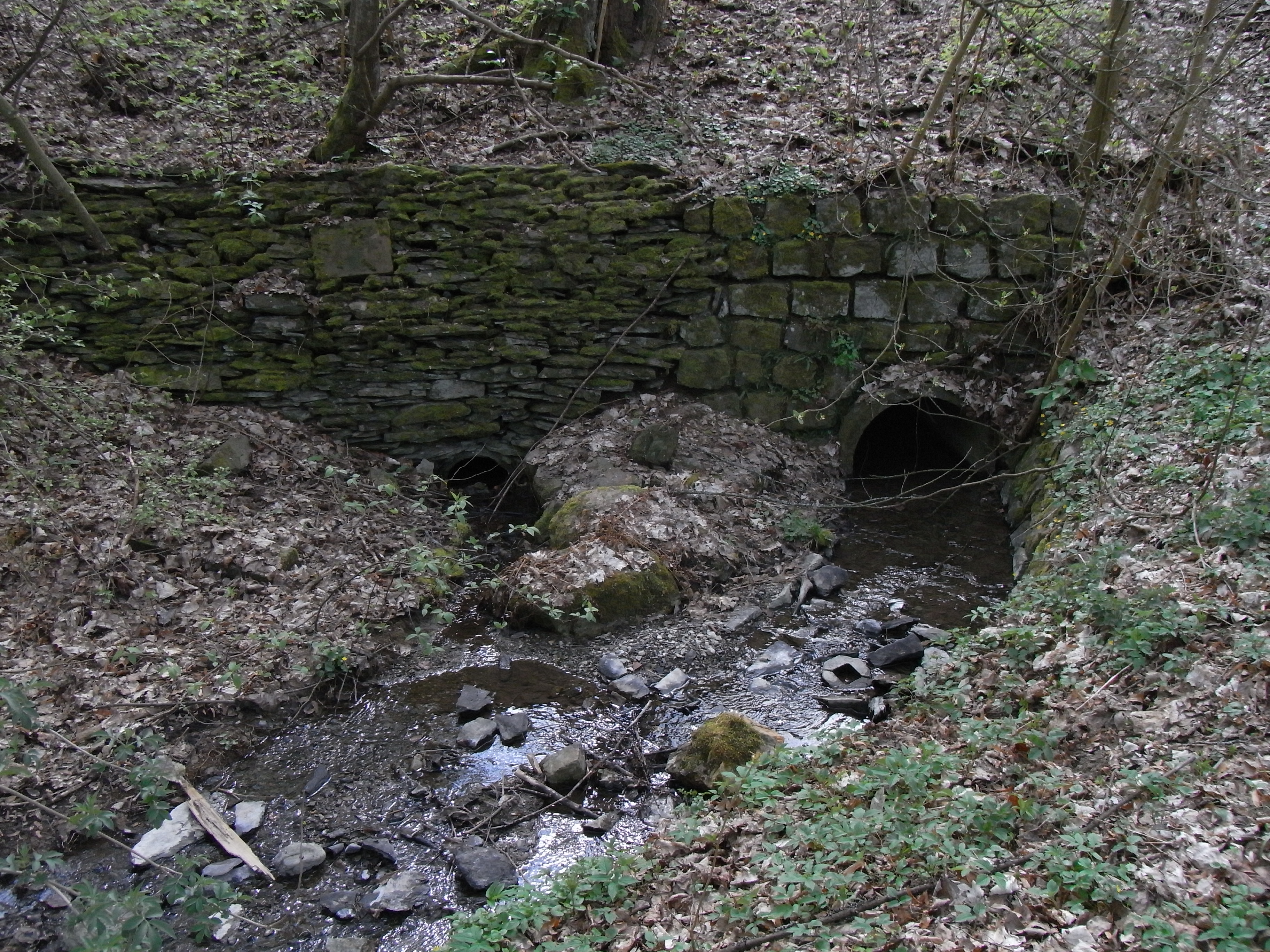
Auslass (re) Freizeitplatz

### Flusssystem Usa
- Fließgewässer im Flusssystem Usa

## Geologie
Im Quellgebiet und im Wald darüber findet sich eine nennenswerte Zahl großer Quarzbrocken offen und geborsten auf dem Boden liegend. Etwa ½ km südwestlich der Quelle streicht von Nordwesten nach Südosten eine bekannte Quarzader durch den Taunus, die Quelle der Brocken sein kann. 
Die Eschbacher Klippen gehören zu der Ader. Westlich und nordwestlich der Quelle befinden sich Steinbrüche, der im Usatal wird noch heute betrieben und darin Quarz abgebaut.

## Biologie

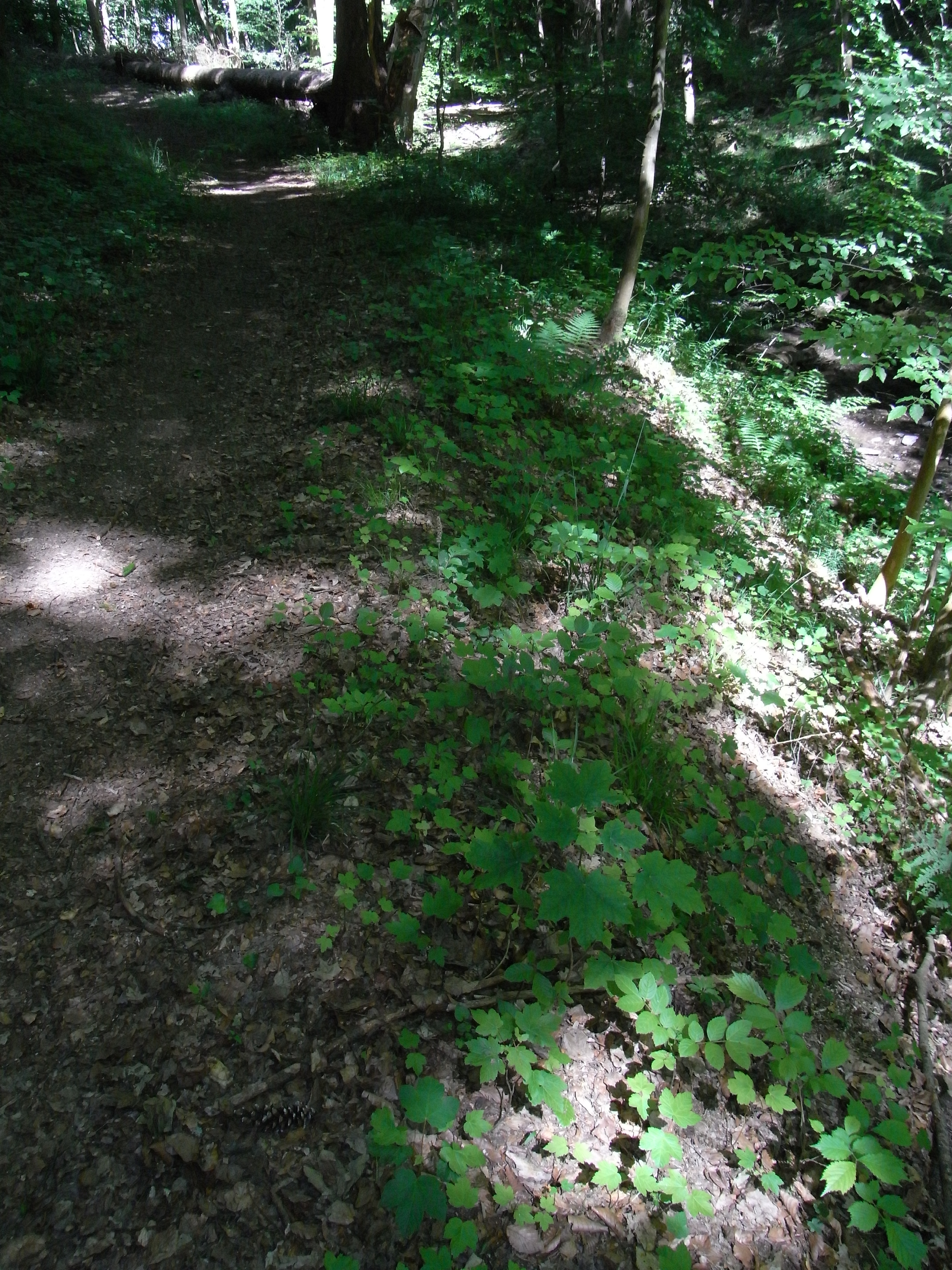
Vorkommen der Schwarzen Teufelskralle an der Seufzerallee

Im Tal und in seiner Umgebung leben über 100 Exemplare der Schwarzen Teufelskralle unauffällig, teilweise vergesellschaftet mit der Vielblütigen Weißwurz. Im Umfeld der Hainbuchenallee zeigen sich die Imagines verschiedener Pracht-Libellen.